# Feet Don't Fail Me Now (Joy Crookes)
Feet Don't Fail Me Now è un singolo della cantante britannica Joy Crookes, pubblicato il 19 giugno 2021 come primo estratto dal primo album in studio Skin.
Pochi mesi dopo l'uscita il singolo è stato aggiunto nella colonna sonora del videogioco FIFA 22 e ha acquisito così ampia notorietà.

## Antefatti
Durante un'intervista, Joy Crookes, parlando della canzone, ha affermato di aver scritto Feet Don't Fail Me Now alla luce delle proteste del 2020 messe in atto dal movimento Black Lives Matter, ponendosi dal punto di vista di qualcuno "che trova più facile rimanere complici per paura di essere cancellato".
In seguito ha anche affermato come la canzone sia un messaggio provocatorio rivolto all'attivismo online.

## Accoglienza
Il brano ha avuto sia recensioni positive che negative. Bethany-Jo O'Neill del RedBrick ha elogiato la voce di Joy Crookes, definendola "liscia come la seta" e aggiungendo che "la combinazione di strumentazione e voce fa sembrare la traccia piena ma mai impegnativa", tuttavia ha definito il ritornello "ripetitivo verso la fine della canzone".
Alim Kheraj del The Guardian lo ha,  invece, definito come il "singolo dell'anno".

## Tracce
Testi di Joy Crookes, Joel Pott, Barney Lister, musiche di Blue May, Barney Lister.
1. Feet Don't Fail Me Now – 3:18

## Classifiche

### Classifiche settimanali
| Classifica (2021) | Posizione massima |
| ----------------- | ----------------- |
| Regno Unito       | 1                 |